# Triumph Gloria
La Triumph Gloria est une voiture produite par Triumph Motor Company à Coventry, en Angleterre, entre 1934 et 1938.

## Histoire
Entre 1934 et 1938 Triumph fabrique une grande et complexe gamme de Gloria sportives, berlines, coupés, randonneuses, voitures de sport 2 places, coupés décapotables et coupés du golfeur. Toutes ces Glorias, hormis les deux derniers modèles (Berline 1,5 Litre et Berline Quatorze (1,767 cm3) six-fenêtres (latérales) de 1937-1938) sont alimentées par un quatre cylindres de  1.087 ou 1,232 cm3 ou un six cylindres Coventry Climax de  1.467 ou de 1,991 cm3 à soupapes d'admission en tête et soupapes d'échappement latérales (modifiés et construits sous licence par Triumph).
Le châssis est disponible en deux longueurs, 203 mm étant rajoutés à l'avant pour les modèles à moteur six cylindres. La voiture a une suspension conventionnelle non-indépendante à ressorts à lames semi elliptiques. Les freins sont actionnés hydrauliquement à l'aide du système Lockheed, ce sont de grands tambours de 305 mm. Une boîte quatre vitesses est équipée en option avec un mécanisme de roue libre permettant un changement de vitesses "sans embrayage". La synchronisation équipe la boîte de vitesses sur les derniers modèles Quatorze et 1,5 litre.

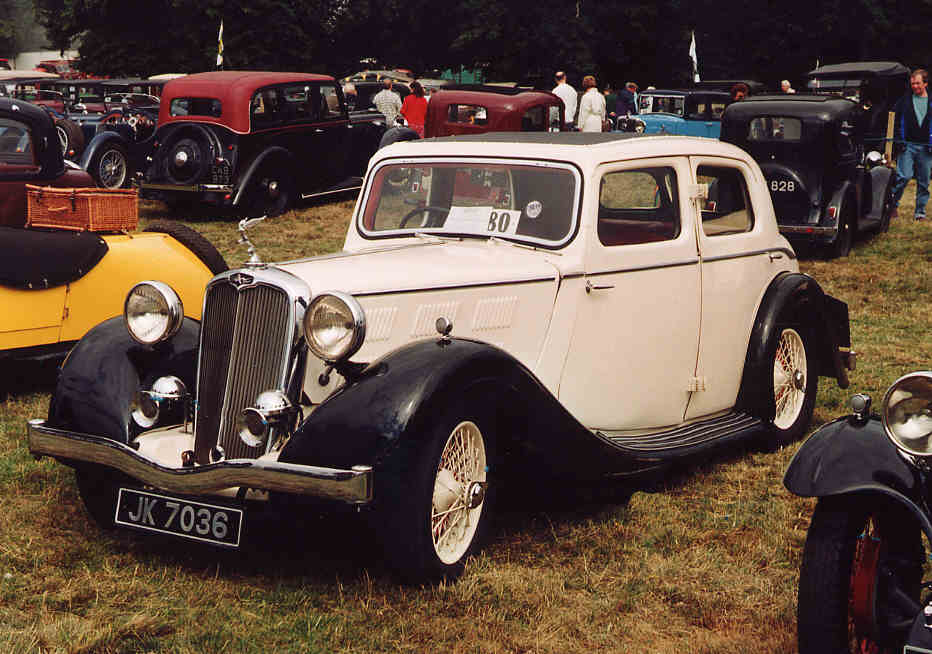
Une berline Triumph Gloria Six de 1934

### Gloria Vitesse

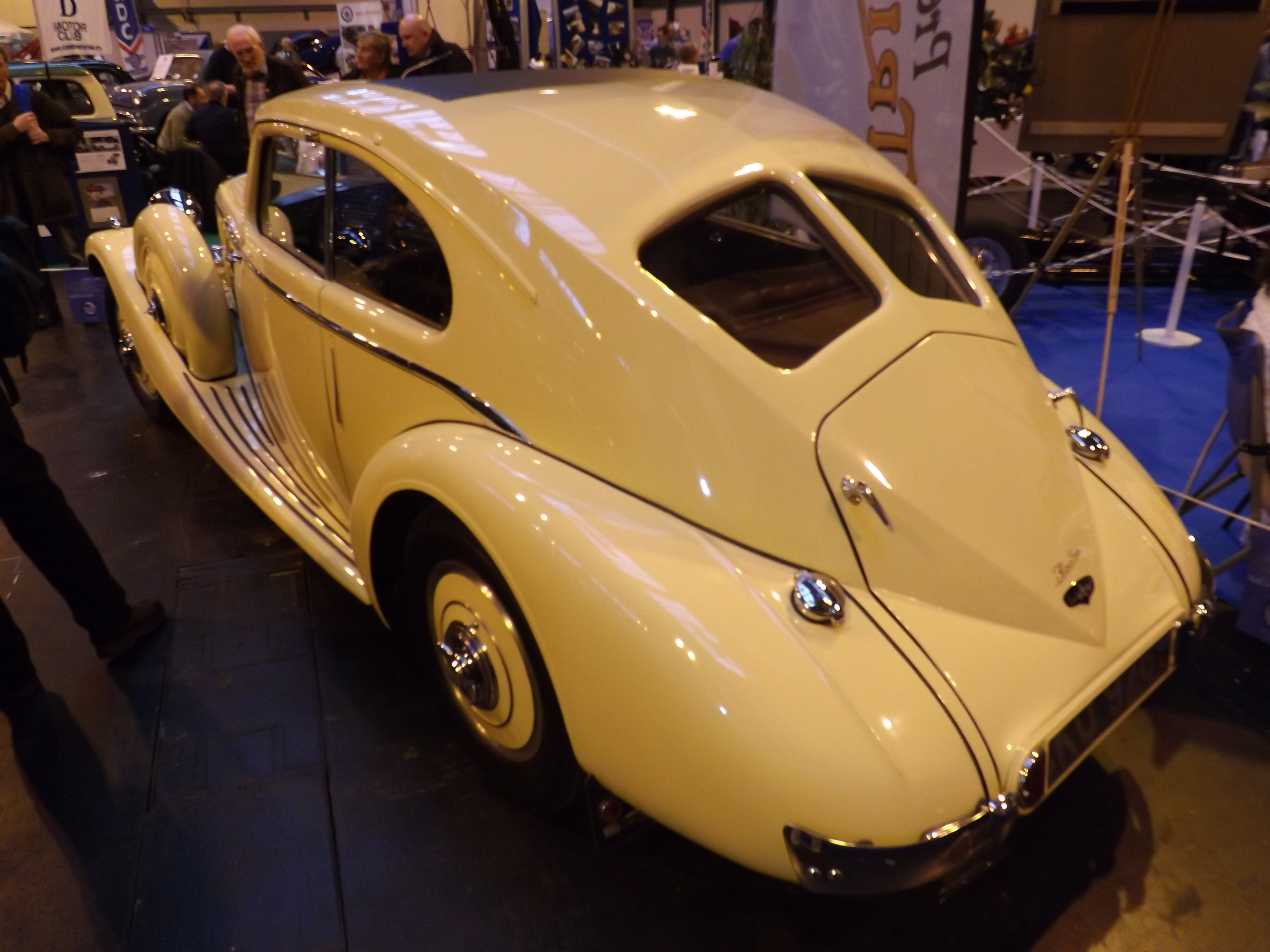
Une Gloria Vitesse avec la carrosserie profilée "Flow-Free", de 1938

D'août 1934 à 1936, la gamme Gloria inclut des modèles "Gloria Vitesse" (à ne pas confondre avec les Triumph Vitesse) qui sont équipées d'un double carburateur et portent des carrosseries légèrement modifiées dans le cas de certaines berlines.

### Gloria Southern Cross

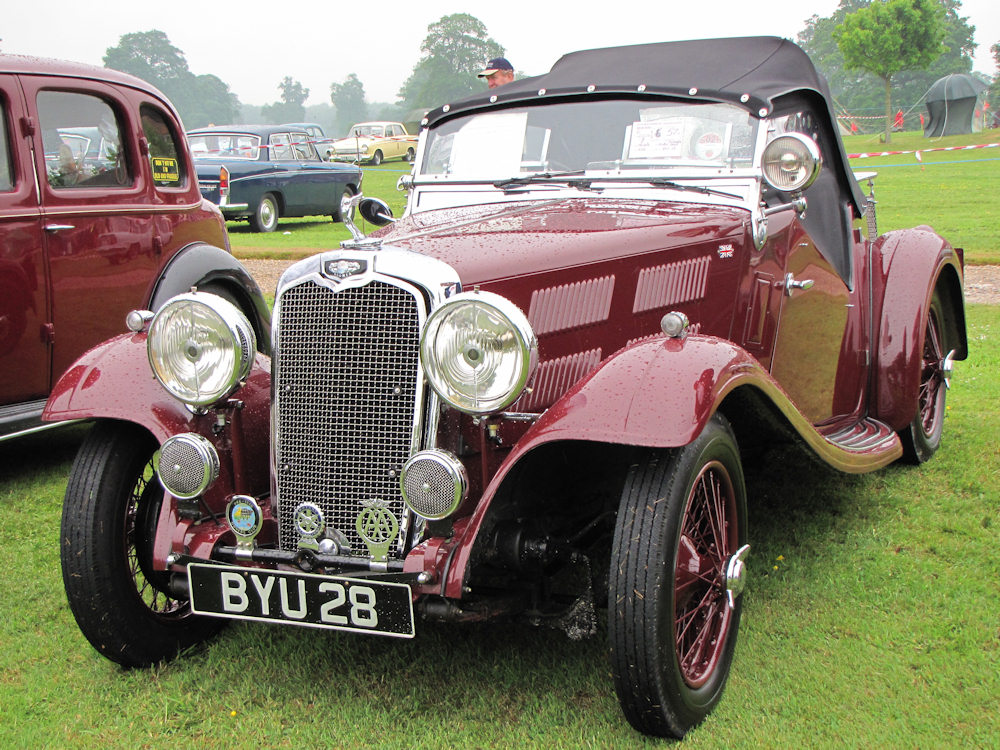
Gloria Southern Cross 10.8 cv, 1.232 cm3, 1935

Il y eut aussi, de 1934 à 1937, un modèle sportif  ouvert deux places, la Southern Cross, ré-utilisant le nom précédemment appliqué à la version sportive de la Triumph Super 9. Elle utilise un châssis raccourci de 2,438 mm pour les modèles quatre cylindres de 1,232 cm3 et 2,642 mm pour les six-cylindres de 1,991 cm3.

## Maquettes et modèles réduits
Lansdowne Modèles a présenté un modèle de la 1935/6 Gloria Vitesse Berline Sportive en 2008.